# سمی فین
سَـمی فِـین (انگلیسی: Sammy Fain؛ ‏ ۱۷ ژوئن ۱۹۰۲ – ۶ دسامبر ۱۹۸۹) آهنگساز اهل ایالات متحده آمریکا بود.
او ۲ مرتبه در سال‌های ۱۹۵۳ و ۱۹۵۵ میلادی، برندهٔ جایزه اسکار بهترین ترانه شد.
از فیلم‌ها یا مجموعه‌های تلویزیونی که وی در آن‌ها نقش داشته‌است، می‌توان به پیتر پن، دو خواهر اهل بوستون، آبگیر بزرگ، زن، تقلید زندگی و عشق چیز باشکوهی است اشاره نمود.